# アトムの最後
『アトムの最後』（アトムのさいご）は、別冊少年マガジン（現･月刊少年マガジン）1970年7月号（講談社）に掲載された手塚治虫の漫画作品である。

## 概要
鉄腕アトムの後日譚的内容の作品であり、題名の通り「アトムの最後」をテーマとしている。作品内容も1976年の朝日ソノラマの単行本において、作者自ら「陰惨でいやな気分になる」と記述したように殺伐とした悲劇として描かれあまりにも救いのない内容に賛否分かれるが、一部では高い評価を得た作品である。
ただし、本作ではアトムの存在は脇に置かれており、主人公の丈夫とガールフレンドのジュリーの間に起きた悲劇が物語の主軸となっている。

## 内容
舞台は西暦2055年の日本。アトムは役目を終えて退役し、ロボット博物館に展示されていた。そこに一組のカップルが現れ、アトムを充電して再起動させる。この男の名は鉄皮丈夫、女の名はジュリー。助けを求めてくる2人にアトムが事情を尋ねると、丈夫は自らの生い立ちを語り始める。
人工の試験管の中で生まれた丈夫は幼い頃、隣に住む少女ジュリーと出会い意気投合するが、かっこいい遊びと称して行った「首吊りごっこ」で彼女に瀕死の重傷を負わせてしまう。ジュリーは近くにいた母親に助け出されるが、その晩ジュリーが家出したと言う知らせが丈夫の耳に入る。心配となった丈夫は両親の言いつけを破り夜の街へとジュリーを探しに行くが、暗闇の中、両親から与えられていた銃でジュリーの母親を誤って撃ってしまい、その際ジュリーの母親がロボットであることを知る。だが翌朝、ジュリーの母親は何事もなかったかのように丈夫の母親と話しており、戦慄したその事を自分だけの秘密として誰にも言わずにいた。
それから時は流れ、無事保護され美しく成長したジュリーと再会した丈夫は、互いに好意を持ち愛を育むようになっていった。丈夫は両親に交際について告げるが、それを聞いた両親は酌変し、丈夫に衝撃の事実を伝える。実はジュリーの母親同様丈夫の両親もロボットであり、親としての優しさは偽りで、丈夫に対する愛情など微塵もなく、ただ単に自分たちの娯楽である殺し合いの道具として育てていたのだ。
地球は環境汚染が進んだために人類の数が激減し、それに替わってロボットが支配する世界となっていた。貯蔵所に保存してある精子と卵子を人工授精させ、人工子宮で培養されて産まれた人間の子供をロボットの親が育て、ある年齢まで成長すると育てた子供同士で殺し合いをさせ、それを娯楽として楽しむ世界。この世界では、人間は単にロボット達の家畜であり見世物であり、そして殺し合いの道具でしかない。両親が子供の丈夫に銃を与えたのも、銃の扱いを覚えさせて将来の殺し合いに備えるためであった。驚いた丈夫は決闘への参加を拒否し、登録証を破り捨てようとするが、両親により無理やり決闘への参加を決められてしまう。
当日、闘技場に送られた丈夫は、隙を見て闘技場のロボットたちを破壊し、ジュリーを連れて脱走する。そしてジュリーと共にロボット博物館に向かい、そこに保存展示されていたアトムにエネルギーを与えて甦らせたのだった。
全てを知ったアトムは危険を承知で2人を助け追っ手と戦う事を決意し、2人を無人島に連れて行くが、その際に丈夫にとって衝撃的な真実を告げる。実はジュリーは人間ではなくロボットだったのだ。動揺する丈夫を置いてアトムは追手に戦いを挑んでいくも、信じていたジュリーがロボットだと知った丈夫は裏切られたと激怒、ジュリーを破壊してしまう。
狼狽する丈夫は自暴自棄になり、無人島上空に集結した追っ手のロボットたちにジュリーを殺したことを告げるが、ロボットたちは更に残酷な真実を突き付ける。ジュリーはもともと人間として育てられていたが、丈夫が幼い頃に行った「首吊りごっこ」のために死亡していたのだ。そしてジュリーの死体はジュリーが家出したと偽る母親の手で密かに処分され、ロボットの替え玉にすり替えられていた。「お前は人殺しだ!」と非難された丈夫は「おれはジュリーを二度殺した」と涙ながらに開き直り、空から飛来した追手のロボットたちに銃を乱射するもののあえなく射殺されてしまう。黒焦げとなった丈夫の遺体を尻目に、ロボットたちが飛び去っていく姿で物語は終わる。

## 劇場作品
『ASTRO BOY 鉄腕アトム特別編 輝ける地球（ほし）〜あなたは青く、美しい…〜』のタイトルで、2004年2月7日に公開された。
京都駅ビル「KYOTO手塚治虫ワールド」内300インチシアターで上映された、「ASTRO BOY 鉄腕アトム」の劇場作品。キャラクターやストーリー展開は変更されているが「環境破壊の末にロボットに支配された未来の地球」や「役目を終え博物館に眠るアトム」といった「アトムの最後」の要素を基にしている。
ストーリー
200年後の地球は環境破壊が進んだ末にロボットが支配する星となり、人間はロボットによって排除される存在となっていた。地下に逃れ生き延びた数少ない人間の一人となっていた少年・ティコは、ある日荒廃した街に出て最後の科学省長官である祖父・飯田橋博士の誕生祝いのプレゼントを探しているうちに警備ロボット・プルトスの群れに見つかり追われることとなる。そしてロボット博物館に逃げ込んだティコはそこで遠い昔に役目を終えて眠りについていたアトムと出会い、そこに襲いかかってきたプルトスの攻撃のショックでアトムは目覚めを迎える。こうして200年ぶりに目覚めたアトムはティコの導きで飯田橋博士と出会い、地球が今のようになってしまったいきさつと環境破壊を食い止めんとして今の事態を引き起こした地球環境管理スーパーコンピューター・ガイアの事を知り、狂ってしまったガイアを正常に戻すため尽力する…。
スタッフ
- 監督:出崎統
- 脚本:森田真由美
- 演出:桑原智
- 作画監督:西田正義
- 美術監督:斎藤雅巳
- 色彩設計:川添恵

キャスト
- アトム：津村まこと
- ガイア：鶴ひろみ
- ウラン：丸山美紀
- ティコ：横山智佐
- 飯田橋博士：阪脩
- プルトスの声：園部啓一